# 施泰尔马克地区皮舍尔斯多夫
施泰尔马克地区皮舍尔斯多夫是奥地利施蒂利亚州魏茨县的一个市镇。总面积17.31平方公里，总人口2456人，人口密度141.9人/平方公里（2005年）。